# Ballspielverein Borussia 09 Dortmund 2005-2006
Questa voce raccoglie le informazioni riguardanti il Ballspielverein Borussia 09 Dortmund nelle competizioni ufficiali della stagione 2005-2006.

## Stagione
Nella stagione 2005-2006 il Borussia Dortmund, allenato da Bert van Marwijk, concluse il campionato di Bundesliga al 7º posto. In Coppa di Germania il Borussia Dortmund fu eliminato al primo turno dall'Eintracht Braunschweig. In Coppa Intertoto il Borussia Dortmund fu eliminato al terzo turno dal Sigma Olomouc.

## Rosa
| N. |                         | Ruolo | Calciatore         |
| -- | ----------------------- | ----- | ------------------ |
| 1  | Germania (bandiera)     | P     | Roman Weidenfeller |
| 2  | Germania (bandiera)     | D     | Jörn Neumeister    |
| 3  | Germania (bandiera)     | D     | Markus Brzenska    |
| 4  | Germania (bandiera)     | D     | Christian Wörns    |
| 5  | Germania (bandiera)     | C     | Sebastian Kehl     |
| 6  | Germania (bandiera)     | C     | Florian Kringe     |
| 7  | Sudafrica (bandiera)    | A     | Delron Buckley     |
| 8  | Ghana (bandiera)        | A     | Matthew Amoah      |
| 9  | Rep. Ceca (bandiera)    | A     | Jan Koller         |
| 10 | Rep. Ceca (bandiera)    | C     | Tomáš Rosický      |
| 11 | Germania (bandiera)     | A     | David Odonkor      |
| 13 | RD del Congo (bandiera) | C     | Kosi Saka          |
| 14 | Polonia (bandiera)      | A     | Euzebiusz Smolarek |
| 16 | Paesi Bassi (bandiera)  | A     | Cedric van der Gun |
| 17 | Brasile (bandiera)      | D     | Dédé               |
| 18 | Germania (bandiera)     | C     | Lars Ricken        |
| 19 | Turchia (bandiera)      | C     | Mehmet Akgün       |

| N. |                        | Ruolo | Calciatore          |
| -- | ---------------------- | ----- | ------------------- |
| 20 | Germania (bandiera)    | P     | Bernd Meier         |
| 21 | Germania (bandiera)    | D     | Christoph Metzelder |
| 22 | Germania (bandiera)    | C     | Marc-André Kruska   |
| 23 | Svizzera (bandiera)    | D     | Philipp Degen       |
| 24 | Turchia (bandiera)     | C     | Nizamettin Çalışkan |
| 25 | Turchia (bandiera)     | C     | Nuri Şahin          |
| 26 | Germania (bandiera)    | D     | Marc Heitmeier      |
| 27 | Germania (bandiera)    | D     | Uwe Hünemeier       |
| 28 | Polonia (bandiera)     | C     | Sebastian Tyrała    |
| 29 | Germania (bandiera)    | C     | Sascha Rammel       |
| 30 | Paesi Bassi (bandiera) | P     | Dennis Gentenaar    |
| 32 | Polonia (bandiera)     | P     | Sascha Samulewicz   |
| 33 | Italia (bandiera)      | C     | Salvatore Gambino   |
| 34 | Germania (bandiera)    | P     | Sören Pirson        |
| 35 | Germania (bandiera)    | D     | Michael Parensen    |
| 36 | Germania (bandiera)    | C     | Marcel Großkreutz   |
| 39 | Germania (bandiera)    | A     | Marcus Steegmann    |

## Organigramma societario
Area tecnica
- Allenatore: Bert van Marwijk
- Allenatore in seconda: Dick Voorn
- Preparatore dei portieri: Wolfgang de Beer
- Preparatori atletici: Egid Kiesouw, Peter Kuhnt, Frank Zöllner

## Calciomercato

### Sessione estiva
| Acquisti | Acquisti            | Acquisti                     | Acquisti |
| R.       | Nome                | da                           | Modalità |
| -------- | ------------------- | ---------------------------- | -------- |
| A        | Delron Buckley      | Arminia Bielefeld            |          |
| C        | Nizamettin Çalışkan | Borussia Dortmund (juniores) |          |
| D        | Philipp Degen       | Basilea                      |          |
| P        | Dennis Gentenaar    | N.E.C.                       |          |
| P        | Bernd Meier         | Rot Weiss Ahlen              |          |
| C        | Nuri Şahin          | Borussia Dortmund (juniores) |          |
| C        | Sebastian Tyrała    | Borussia Dortmund (allievi)  |          |

| Cessioni | Cessioni              | Cessioni                     | Cessioni |
| R.       | Nome                  | da                           | Modalità |
| -------- | --------------------- | ---------------------------- | -------- |
| C        | Otto Addo             | Magonza                      |          |
| D        | André Bergdølmo       | Copenaghen                   |          |
| C        | Guy Demel             | Amburgo                      |          |
| A        | Ewerthon              | Real Saragozza               |          |
| D        | Juan Ramón Fernández  | San Lorenzo                  |          |
| C        | Niclas Jensen         | Fulham                       |          |
| P        | Matthias Kleinsteiber | Borussia Dortmund (juniores) |          |
| D        | Ahmed Madouni         | Bayer Leverkusen             |          |
| D        | Malte Metzelder       | Aalen                        |          |
| C        | Sunday Oliseh         | Genk                         |          |
| A        | Mahir Sağlık          | Admira Wacker M.             |          |
| P        | Guillaume Warmuz      | Monaco                       |          |

### Sessione invernale
| Acquisti | Acquisti      | Acquisti | Acquisti |
| R.       | Nome          | da       | Modalità |
| -------- | ------------- | -------- | -------- |
| A        | Matthew Amoah | Vitesse  |          |

| Cessioni | Cessioni | Cessioni | Cessioni |
| R.       | Nome     | da       | Modalità |
| -------- | -------- | -------- | -------- |

## Risultati

### Bundesliga

#### Girone di andata
| Arbitro: | Stark |

|                          |           |                         |
| Klimowicz 9’ Hofland 84’ | Marcatori | 55’ Smolarek 82’ Koller |

| Arbitro: | Fandel |

|              |           |                  |
| Smolarek 17’ | Marcatori | 23’, 56’ Kurányi |

| Arbitro: | Merk |

|           |           |            |
| Kurth 80’ | Marcatori | 61’ Ricken |

| Arbitro: | Brych |

|                        |           |            |
| Ricken 25’ (rig.), 73’ | Marcatori | 90’ Scherz |

| Arbitro: | Wack |

|                                  |           |                  |
| Klose 37’ Klasnić 54’ Micoud 78’ | Marcatori | 8’, 69’ Smolarek |

| Arbitro: | Perl |

|                         |           |  |
| Koller 26’ Smolarek 83’ | Marcatori |  |

| Arbitro: | Weiner |

|                  |           |               |
| Zidan 64’ (rig.) | Marcatori | 90’ Metzelder |

| Dortmund 2 ottobre 2005, ore 17:30 CEST 8ª giornata | Borussia Dortmund | 0 – 0 referto | Stoccarda | Westfalenstadion (73 100 spett.)\| Arbitro: \| Meyer \| |
| Arbitro:                                            | Meyer             |               |           |                                                         |

| Arbitro: | Sippel |

|                        |           |                       |
| Altıntop 13’, 57’, 78’ | Marcatori | 7’, 16’, 40’ Smolarek |

| Arbitro: | Kircher |

|               |           |                |
| Metzelder 58’ | Marcatori | 74’ Trochowski |

| Arbitro: | Stark |

|                       |           |              |
| Kehl 22’ Smolarek 90’ | Marcatori | 90’ Neuville |

| Arbitro: | Merk |

|                            |           |            |
| Juan 33’ Kringe 85’ (aut.) | Marcatori | 68’ Ricken |

| Arbitro: | Fandel |

|                   |           |  |
| Smolarek 39’, 45’ | Marcatori |  |

| Arbitro: | Merk |

|              |           |                       |
| Kießling 88’ | Marcatori | 13’ Odonkor 43’ Şahin |

| Arbitro: | Schmidt |

|  |           |                              |
|  | Marcatori | 16’ Cherundolo 85’ Dabrowski |

| Arbitro: | Gagelmann |

|                          |           |  |
| Copado 9’ Amanatidīs 84’ | Marcatori |  |

| Arbitro: | Fandel |

|            |           |                        |
| Kringe 79’ | Marcatori | 52’ Karimi 73’ Pizarro |

#### Girone di ritorno
| Arbitro: | Fleischer |

|                                             |           |                         |
| Schnoor 24’ (aut.) Smolarek 31’ Gambino 67’ | Marcatori | 13’ Hanke 71’ Klimowicz |

| Gelsenkirchen 4 febbraio 2006, ore 15:30 CET 19ª giornata | Schalke 04 | 0 – 0 referto | Borussia Dortmund | Veltins-Arena (61 524 spett.)\| Arbitro: \| Kircher \| |
| Arbitro:                                                  | Kircher    |               |                   |                                                        |

| Arbitro: | Sippel |

|                                 |           |  |
| Brzenska 67’ Rosický 88’ (rig.) | Marcatori |  |

| Colonia; 12 febbraio 2006, ore 17:30 CET 21ª giornata | Colonia | 0 – 0 referto | Borussia Dortmund | RheinEnergieStadion (50 000 spett.)\| Arbitro: \| Gräfe \| |
| Arbitro:                                              | Gräfe   |               |                   |                                                            |

| Arbitro: | Merk |

|  |           |             |
|  | Marcatori | 37’ Klasnić |

| Arbitro: | Brych |

|          |           |  |
| Kauf 45’ | Marcatori |  |

| Arbitro: | Rafati |

|           |           |           |
| Wörns 27’ | Marcatori | 53’ Thurk |

| Stoccarda 11 marzo 2006, ore 15:30 CET 25ª giornata | Stoccarda | 0 – 0 referto | Borussia Dortmund | Gottlieb-Daimler-Stadion (45 000 spett.)\| Arbitro: \| Weiner \| |
| Arbitro:                                            | Weiner    |               |                   |                                                                  |

| Arbitro: | Meyer |

|                     |           |           |
| Dédé 25’ Kringe 64’ | Marcatori | 45’ Skela |

| Arbitro: | Gräfe |

|                      |           |                                          |
| Lauth 36’ Ailton 67’ | Marcatori | 26’ Smolarek 68’, 90’ Rosický 83’ Kringe |

| Arbitro: | Merk |

|                |           |                    |
| Rafael 6’, 34’ | Marcatori | 16’ (rig.) Rosický |

| Arbitro: | Perl |

|              |           |                         |
| Brzenska 27’ | Marcatori | 22’ Berbatov 50’ Freier |

| Berlino 15 aprile 2006, ore 15:30 CEST 30ª giornata | Hertha Berlino | 0 – 0 referto | Borussia Dortmund | Stadio Olimpico (65 662 spett.)\| Arbitro: \| Fandel \| |
| Arbitro:                                            | Fandel         |               |                   |                                                         |

| Arbitro: | Gagelmann |

|                 |           |          |
| Kringe 18’, 76’ | Marcatori | 29’ Nikl |

| Arbitro: | Fleischer |

|                 |           |                       |
| Mertesacker 44’ | Marcatori | 59’ Rosický 81’ Wörns |

| Arbitro: | Meyer |

|             |           |         |
| Gambino 87’ | Marcatori | 54’ Cha |

| Arbitro: | Rafati |

|                                          |           |                          |
| Makaay 6’ Schweinsteiger 48’ Ballack 50’ | Marcatori | 2’, 76’ Koller 64’ Degen |

### Coppa di Germania
| Arbitro: | Sippel |

|                     |           |            |
| Rische 41’ Graf 84’ | Marcatori | 28’ Koller |

### Coppa Intertoto
| Arbitro: | Blom |

|           |           |                   |
| Kringe 8’ | Marcatori | 44’ (aut.) Koller |

| Olomouc 23 luglio 2005, ore 19:00 CEST Terzo turno | Sigma Olomouc | 0 – 0 referto | Borussia Dortmund | Andrův stadion (12 052 spett.)\| Arbitro: \| Stålhammar \| |
| Arbitro:                                           | Stålhammar    |               |                   |                                                            |

## Statistiche

### Statistiche di squadra
| Competizione      | Punti | In casa | In casa | In casa | In casa | In casa | In casa | In trasferta | In trasferta | In trasferta | In trasferta | In trasferta | In trasferta | Totale | Totale | Totale | Totale | Totale | Totale | DR |
| Competizione      | Punti | G       | V       | N       | P       | Gf      | Gs      | G            | V            | N            | P            | Gf           | Gs           | G      | V      | N      | P      | Gf     | Gs     | DR |
| ----------------- | ----- | ------- | ------- | ------- | ------- | ------- | ------- | ------------ | ------------ | ------------ | ------------ | ------------ | ------------ | ------ | ------ | ------ | ------ | ------ | ------ | -- |
| Bundesliga        | 46    | 17      | 8       | 4       | 5       | 23      | 18      | 17           | 3            | 9            | 5            | 22           | 24           | 34     | 11     | 13     | 10     | 45     | 42     | +3 |
| Coppa di Germania | -     | 0       | 0       | 0       | 0       | 0       | 0       | 1            | 0            | 0            | 1            | 1            | 2            | 1      | 0      | 0      | 1      | 1      | 2      | -1 |
| Coppa Intertoto   | -     | 1       | 0       | 1       | 0       | 1       | 1       | 1            | 0            | 1            | 0            | 0            | 0            | 2      | 0      | 2      | 0      | 1      | 1      | 0  |
| Totale            | 46    | 18      | 8       | 5       | 5       | 24      | 19      | 19           | 3            | 10           | 6            | 23           | 26           | 37     | 11     | 15     | 11     | 47     | 45     | +2 |

### Andamento in campionato
| Giornata  | 1 | 2  | 3  | 4 | 5  | 6 | 7 | 8 | 9 | 10 | 11 | 12 | 13 | 14 | 15 | 16 | 17 | 18 | 19 | 20 | 21 | 22 | 23 | 24 | 25 | 26 | 27 | 28 | 29 | 30 | 31 | 32 | 33 | 34 |
| --------- | - | -- | -- | - | -- | - | - | - | - | -- | -- | -- | -- | -- | -- | -- | -- | -- | -- | -- | -- | -- | -- | -- | -- | -- | -- | -- | -- | -- | -- | -- | -- | -- |
| Luogo     | T | C  | T  | C | T  | C | T | C | T | C  | C  | T  | C  | T  | C  | T  | C  | C  | T  | C  | T  | C  | T  | C  | T  | C  | T  | T  | C  | T  | C  | T  | C  | T  |
| Risultato | N | P  | N  | V | P  | V | N | N | N | N  | V  | P  | V  | V  | P  | P  | P  | V  | N  | V  | N  | P  | P  | N  | N  | V  | V  | P  | P  | N  | V  | V  | N  | N  |
| Posizione | 7 | 11 | 13 | 9 | 12 | 9 | 9 | 9 | 8 | 8  | 8  | 10 | 7  | 6  | 6  | 8  | 9  | 8  | 7  | 6  | 7  | 9  | 10 | 9  | 10 | 8  | 6  | 7  | 8  | 8  | 7  | 7  | 7  | 7  |

Legenda:

Luogo: C = Casa; T = Trasferta. Risultato: V = Vittoria; N = Pareggio; P = Sconfitta.

### Statistiche dei giocatori
| Giocatore       | Bundesliga | Bundesliga | Bundesliga  | Bundesliga | Coppa di Germania | Coppa di Germania | Coppa di Germania | Coppa di Germania | Coppa Intertoto | Coppa Intertoto | Coppa Intertoto | Coppa Intertoto | Totale   | Totale | Totale      | Totale     |
| Giocatore       | Presenze   | Reti       | Ammonizioni | Espulsioni | Presenze          | Reti              | Ammonizioni       | Espulsioni        | Presenze        | Reti            | Ammonizioni     | Espulsioni      | Presenze | Reti   | Ammonizioni | Espulsioni |
| --------------- | ---------- | ---------- | ----------- | ---------- | ----------------- | ----------------- | ----------------- | ----------------- | --------------- | --------------- | --------------- | --------------- | -------- | ------ | ----------- | ---------- |
| M. Akgün        | 0          | 0          | 0           | 0          | 0                 | 0                 | 0                 | 0                 | 0               | 0               | 0               | 0               | 0        | 0      | 0           | 0          |
| M. Amoah        | 8          | 0          | 0           | 0          | 0                 | 0                 | 0                 | 0                 | 0               | 0               | 0               | 0               | 8        | 0      | 0           | 0          |
| M. Brzenska     | 21         | 2          | 7           | 0          | 0                 | 0                 | 0                 | 0                 | 0               | 0               | 0               | 0               | 21       | 2      | 7           | 0          |
| D. Buckley      | 28         | 0          | 1           | 0          | 0                 | 0                 | 0                 | 0                 | 2               | 0               | 1               | 0               | 30       | 0      | 2           | 0          |
| P. Degen        | 31         | 1          | 2           | 0          | 1                 | 0                 | 0                 | 0                 | 2               | 0               | 0               | 0               | 34       | 1      | 2           | 0          |
| D. Dédé         | 31         | 1          | 1           | 0          | 1                 | 0                 | 0                 | 0                 | 2               | 0               | 0               | 0               | 34       | 1      | 1           | 0          |
| S. Gambino      | 15         | 2          | 2           | 0          | 1                 | 0                 | 0                 | 0                 | 2               | 0               | 0               | 0               | 18       | 2      | 2           | 0          |
| D. Gentenaar    | 10         | 0          | 0           | 0          | 0                 | 0                 | 0                 | 0                 | 0               | 0               | 0               | 0               | 10       | 0      | 0           | 0          |
| M. Großkreutz   | 0          | 0          | 0           | 0          | 0                 | 0                 | 0                 | 0                 | 0               | 0               | 0               | 0               | 0        | 0      | 0           | 0          |
| M. Heitmeier    | 0          | 0          | 0           | 0          | 0                 | 0                 | 0                 | 0                 | 0               | 0               | 0               | 0               | 0        | 0      | 0           | 0          |
| U. Hünemeier    | 2          | 0          | 0           | 0          | 0                 | 0                 | 0                 | 0                 | 0               | 0               | 0               | 0               | 2        | 0      | 0           | 0          |
| S. Kehl         | 29         | 1          | 5           | 0          | 1                 | 0                 | 1                 | 0                 | 0               | 0               | 0               | 0               | 30       | 1      | 6           | 0          |
| J. Koller       | 9          | 4          | 0           | 0          | 1                 | 1                 | 0                 | 0                 | 2               | 0               | 1               | 0               | 12       | 5      | 1           | 0          |
| F. Kringe       | 30         | 5          | 3           | 0          | 1                 | 0                 | 1                 | 0                 | 2               | 1               | 0               | 0               | 33       | 6      | 4           | 0          |
| M. Kruska       | 24         | 0          | 5           | 0          | 1                 | 0                 | 1                 | 0                 | 2               | 0               | 2               | 0               | 27       | 0      | 8           | 0          |
| B. Meier        | 0          | 0          | 0           | 0          | 0                 | 0                 | 0                 | 0                 | 0               | 0               | 0               | 0               | 0        | 0      | 0           | 0          |
| C. Metzelder    | 23         | 2          | 2           | 0          | 1                 | 0                 | 0                 | 0                 | 2               | 0               | 0               | 0               | 26       | 2      | 2           | 0          |
| J. Neumeister   | 0          | 0          | 0           | 0          | 0                 | 0                 | 0                 | 0                 | 0               | 0               | 0               | 0               | 0        | 0      | 0           | 0          |
| D. Odonkor      | 33         | 1          | 4           | 0          | 1                 | 0                 | 0                 | 0                 | 2               | 0               | 0               | 0               | 36       | 1      | 4           | 0          |
| M. Parensen     | 0          | 0          | 0           | 0          | 0                 | 0                 | 0                 | 0                 | 0               | 0               | 0               | 0               | 0        | 0      | 0           | 0          |
| S. Pirson       | 0          | 0          | 0           | 0          | 0                 | 0                 | 0                 | 0                 | 0               | 0               | 0               | 0               | 0        | 0      | 0           | 0          |
| S. Rammel       | 0          | 0          | 0           | 0          | 0                 | 0                 | 0                 | 0                 | 0               | 0               | 0               | 0               | 0        | 0      | 0           | 0          |
| L. Ricken       | 10         | 4          | 0           | 0          | 1                 | 0                 | 0                 | 0                 | 0               | 0               | 0               | 0               | 11       | 4      | 0           | 0          |
| T. Rosický      | 28         | 5          | 5           | 1          | 0                 | 0                 | 0                 | 0                 | 2               | 0               | 1               | 0               | 30       | 5      | 6           | 1          |
| K. Saka         | 5          | 0          | 0           | 1          | 0                 | 0                 | 0                 | 0                 | 0               | 0               | 0               | 0               | 5        | 0      | 0           | 1          |
| S. Samulewicz   | 0          | 0          | 0           | 0          | 0                 | 0                 | 0                 | 0                 | 0               | 0               | 0               | 0               | 0        | 0      | 0           | 0          |
| E. Smolarek     | 34         | 13         | 3           | 0          | 1                 | 0                 | 0                 | 0                 | 2               | 0               | 0               | 0               | 37       | 13     | 3           | 0          |
| M. Steegmann    | 2          | 0          | 0           | 0          | 0                 | 0                 | 0                 | 0                 | 0               | 0               | 0               | 0               | 2        | 0      | 0           | 0          |
| S. Tyrała       | 0          | 0          | 0           | 0          | 0                 | 0                 | 0                 | 0                 | 0               | 0               | 0               | 0               | 0        | 0      | 0           | 0          |
| R. Weidenfeller | 24         | 0          | 2           | 0          | 1                 | 0                 | 0                 | 0                 | 2               | 0               | 0               | 0               | 27       | 0      | 2           | 0          |
| C. Wörns        | 28         | 2          | 7           | 0          | 1                 | 0                 | 0                 | 0                 | 2               | 0               | 1               | 0               | 31       | 2      | 8           | 0          |
| C. van der Gun  | 3          | 0          | 0           | 0          | 0                 | 0                 | 0                 | 0                 | 0               | 0               | 0               | 0               | 3        | 0      | 0           | 0          |
| N. Çalışkan     | 2          | 0          | 0           | 0          | 0                 | 0                 | 0                 | 0                 | 0               | 0               | 0               | 0               | 2        | 0      | 0           | 0          |
| N. Şahin        | 23         | 1          | 2           | 0          | 0                 | 0                 | 0                 | 0                 | 1               | 0               | 0               | 0               | 24       | 1      | 2           | 0          |